# 阿倍野入口
阿倍野入口（あべのいりぐち）は、大阪府大阪市西成区の阪神高速道路14号松原線の入口。環状線方面への入口のみのハーフICである。隣の天王寺出口が環状線方面からの出口、文の里出入口が松原方面への出入口となっている。

## 周辺
- 大阪市天王寺動物園
- 天王寺駅
- 新今宮駅
- 動物園前駅
- 大阪阿部野橋駅
- あべのハルカス
- 飛田遊郭
- あいりん地区

## 隣
阪神高速14号松原線
えびすJCT - (14-01)天王寺出口 - (14-02)阿倍野入口 - (14-03)文の里出入口 - (14-04)駒川出入口